# Prévôt de Paris

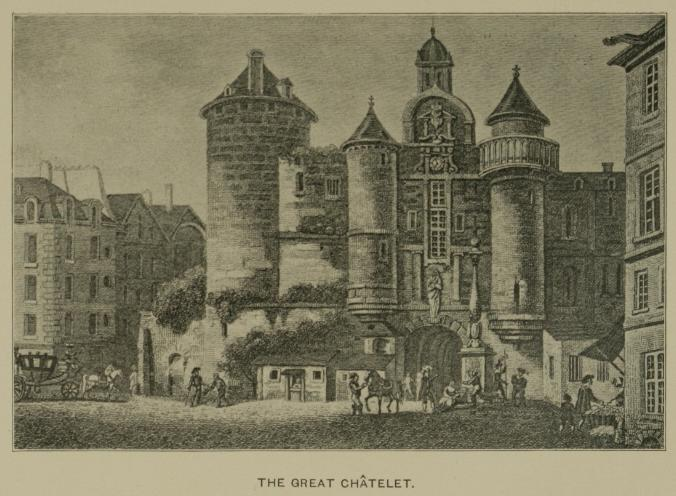
Das Grand Châtelet, Sitz des Prévôt de Paris

Die Stellung eines Prévôt de Paris (Stadtvogt von Paris) wurde im 12. Jahrhundert eingerichtet und 1792 im Zuge der Französischen Revolution wieder abgeschafft. Es handelte sich um einen Beamten des Königs, in dessen Büro eine Anzahl von Funktionen zusammengefasst wurden um solcherart die Regierung zu repräsentieren.

## Aufgaben
Ursprünglich trat er bei Rechtsstreitigkeiten für die Krone ein und vertrat auch den König bei den gerichtlichen Audienzen im Châtelet, wo er von diesem mit der Rechtsprechung betraut war.
Eingesetzt wurde er durch den „Président à mortier“ mit den Worten:

„Je vous installe dans la Charge de Prévôt de Paris, pour l’exercer dignement, et au consentement du Roi et du Public. 
Ich übertrage Ihnen das Amt des Stadtvogtes von Paris um dieses würdig und in Übereinstimmung mit dem König und dem Volk auszuüben“

Der Prévôt de Paris war für die Überwachung der Justizverwaltung zuständig und hatte auf die Einhaltung der Sitten des Landes zu achten. So wie der erste Richter von Paris hatte er das Recht an den Sitzungen der Generalstände teilzunehmen.
Er bestätigte die durch das Parloir aux bourgeois (etwa:Bürgerbüro) getroffenen Entscheidungen, hatte die Oberaufsicht über den Adel, das Zeughaus, die Polizei und die Nachtwächter von Paris. Er war de facto der Bailli der Stadt. Zur Unterstützung war ihm zunächst ein Gehilfe zur Führung des Schriftverkehrs beigegeben. Bald jedoch reichte das nicht mehr aus, es bildete sich eine Institution, zusätzlich aus einem Staatsanwalt des Königs, einem Lieutenant civil (Zivilleutnant), zwei Anwälten des Königs, acht Beratern, und einem Lieutenant criminal (Kriminalleutnant).
Die immer weiter wachsende Vielzahl der Aufgaben machte es notwendig, Untersuchungsbeamte einzustellen, um ihn bei Prozessen und der Rechtsprechung zu unterstützen.
Durch die „Prévôté de Paris“ wurden mehrere Kammern eingerichtet:
- Le présidial (Präsidium)
- die: Chambre de la prévôté au parc civil (Vogteikammer über die öffentlichen Anlagen)
- die: Chambre de police (Polizeikammer)
- die: Chambre criminelle (Kriminalkammer)
- die: Chambre du prévôt de l’Île de France (Vogteikammer über die Île de France)
- die: Chambre du procureur du Roi (Kammer des königlichen Staatsanwalts)
- die: Chambre du juge auditeur (Kammer des Gerichts-Auditors)

Als Uniform trug der „Prévôté de Paris“ eine kurze Robe mit Mantel, einen Umlegekragen und Hut mit Federn. Dazu ein Schwert und einen, reichlich mit Silber verzierten Amtsstock. Diese Kleidung trug er bei den königlichen Sitzungen, wo er auf den letzten Stufen des Thrones unterhalb der Kämmerer seinen Platz fand, sowie in den Parlamentsanhörungen.
Der Amtssitz des Prévôt de Paris war das Grand Châtelet.

## Entwicklung im Laufe der Jahre

### Errichtung
Nachdem die Grafschaft Paris nach der Übernahme der Königswürde durch Hugo Capet an die Krone gefallen war, wurde zu einem nicht mehr festzustellenden Zeitpunkt in der Stadt ein Prévôt ernannt. Nachgewiesen ist jedoch, dass dieses Amt 1060 existiert hat.
Philipp II. ordnete 1200 an, dass der Prévôt de Paris seinen Eid dem Rektor der Universität leisten musste, da er der Garant für die Privilegien desselben war. Die jeweiligen Prévôts haben diesen Schwur regelmäßig bis zum XVII. Jahrhundert geleistet.

### Reform von Ludwig IX.
Unter der Regentschaft der Blanka von Kastilien, wurde die Prévôté de Paris auf Verlangen der Bürger geschlossen, was dann auch mit allen anderen Prévôtés des Königreichs geschah. Die Befugnisse wurden auf zwei königliche Beamte übertragen, von denen der eine mit richterlicher Gewalt ausgestattet war, während der andere die finanziellen Belange überwachte.
Nach seiner Rückkehr vom Sechsten Kreuzzug setzte Ludwig IX. den durch diese Entscheidung möglich gewordenen Missbräuchen ein Ende. Er schaffte die Käuflichkeit der Posten ab und setzte 1258 Etienne Boileau ein, bekannt für seine Rechtschaffenheit, Sachkenntnis und Energie. Gleichzeitig wurde eine neue Amtsstelle geschaffen, der „Gardien de la ville“ (Stadtwächter), der für die innere Sicherheit der Stadt verantwortlich war. Er beaufsichtigte die königlichen Nachtwächter und hatte auch die Beaufsichtigung der Gewerbe durchzuführen. Erster „Gardien de la ville“ wurde Geoffroy de Courtray.

### Weitere Veränderungen
Philipp IV. bewilligte 1309 dem Prévôt de Paris eine zeremonielle Eskorte, die mit Kettenhemden bekleidet war und Hellebarden trug.
Karl V. wollte nach dem Aufstand der Maillotins und der daraufhin folgenden Abschaffung des „Vogts der Händler“ den königlichen Vogt aufwerten. Dazu ordnete er in seinen Verfügungen vom 27. Januar 1382 an, das Rathaus von Paris (als Institution) in die Prévôté de Paris zu verlegen. Er bestimmte das Petit Châtelet zum Wohnsitz des Prévôt, damit sich dieser immer im Zentrum seiner Wirkungsstätte aufhalten konnte.
Ludwig XII. forderte 1498, dass der Vogt von Paris von jetzt an Doktor in utroque jure (Doktor der Jurisprudenz) sein sollte, damit für die Justiz nicht mehr das Recht des Stärkeren, sondern das Gesetz gelte.
Zuletzt verkümmerten die Befugnisse des Prévôt de Paris nur noch zur Teilnahme an glanzvollen Zeremonien. Obwohl er im Châtelet als Präsident fungierte, hatte er keine entscheidende Stimme mehr und war auch an den in seinem Namen abgegebenen Urteilen nicht mehr direkt beteiligt. Ein Lieutenant civil drückte es einmal so aus:

„Monsieur le prévôt de Paris a dit ...

...der sogenannte Monsieur le prévôt de Paris“

Der letzte Prévôt de Paris war 1792 Anne Gabriel de Boulainvilliers. Der Marquis de Boulainvilliers führte die Titel: Prévôt de ville (Stadtvogt), Prévôté et vicomté de Paris (Vogt und Vizegraf von Paris), & Conservateur des privilèges royaux de l'Université (Bewahrer der königlichen Privilegien der Universität.)
Zu diesem Zeitpunkt verfügte die Prévôte über mehr als 1550 Agenten.

## Liste der Prévôts de Paris
Seit Etienne Boileau und der Reform durch Ludwig IX:
- Étienne Boileau (1258)
- Jean de Champbaudon (1258–1260)
- Pierre Gontier (1260)
- Etienne Boileau (1260–1270)[3]
- Regnaut Barbou (1270–1275)
- Jehan Le Saunier (1275–1276)[4]
- Maré de Morées (1277–12..)
- Henri d'Hyerres (1277–12..)
- Eudes le Roux (1277–12..)
- Guy Du Mes (1277–1281)
- Gilles de Compiègne (1281–1285)[5]
- Oudard le la Neuville (1285–1287)
- Renaud le Cras (1287–1288)
- Pierre Saimel (1288–1289)
- Jean de Montigny (1289–1291)
- Jean de Marle (1291–1291) (Marle (Familie))
- Guillaume d'Hangest (1291–1296)[6]
- Jean de Saint-Léonard (1296–1297)
- Robert Mauger (1297–1298)
- Guillaume Thiboust (1298–1300)[7]
- Pierre Jumeau (1300–1304)
- Pierre de Dicy (1304–1308)
- Firmin Coquerel (1308–1310)
- Jean Ploibant (1310–1316)
- Henri Tapperel (1316–1320)
- Jean de Milon (1331)[8]
- Jean Bernier (1362–1366)
- Hugues Aubriot (1367–1381)
- Audouin Chauveron (1381–1389)
- Jehan de Foleville (1389–1401)
- Guillaume de Tignonville (1401–1408)
- Pierre des Essarts (1408–1410)
- Bruneau de Saint-Clair (1410–1411)
- Pierre des Essarts (1411–1413)
- Robert de La Heuze, genannt Le Borgne (1413)
- Tanneguy III. du Chastel (1413–1418)
- Guy de Bar (1418–1419)
- Gilles de Clamecy (1419–1421)
- Pierre de Marigny (Mai 1421–Juli 1421)[9]
- Jean de La Baume (1421–1422)
- Pierre Le Verrat (1422–1422)
- Simon Morhier (1422–1432)
- Gilles de Clamecy (1432–1436)
- Ambroise de Loré (1436–1446)
- Jean d'Estouteville (1446–1446), für seinen Bruder Robert zurückgetreten
- Robert d'Estouteville (1446–1465)
- Jacques de Villiers de L’Isle-Adam (1461–1465)
- Robert d'Estouteville (1465–1479)
- Jacques d'Estouteville (1479–1509)
- Gabriel d'Allègre (1512–1523)
- Jean de La Barre (1523–1533)
- Jean d'Estouteville (1533–1540)
- Antoine Duprat (1540–1553)
- Antoine Duprat (1553–1592), Sohn des vorigen
- Charles de Neuville (1592–1593)
- Jacques d'Aumont (1593–1611)
- Claude de Bullion (1616)
- Louis Seguier de Saint-Brisson (1616–1653)
- Pierre Seguier de Saint-Brisson (1653–1670)
- Armand du Cambout de Coislin (1670–1685) † 1702
- Charles Denis de Bullion (1685–1721)
- Gabriel Jérôme de Bullion (1721–1752), Sohn des vorigen
- Louis Alexandre Catherine Duport (1752–1755)
- Alexandre de Ségur (1755–1766)
- Anne Gabriel de Boulainvilliers (1766–1792)